# Станюта, Александр Александрович
Александр Александрович Станюта (17 октября 1936 года, Минск, СССР — 24 августа 2011, Минск, Беларусь) — писатель, преподаватель русской классической литературы, доктор филологических наук, профессор, литературовед.

## Биография
Родился в семье Народной артистки СССР Стефании Станюты. Его отец, актер Василий Роговенко, за анекдот был сослан в Магадан и тринадцать лет провёл в сталинских лагерях. Впоследствии получил фамилию матери и отчество отчима — офицера Красной Армии Александра Кручинского.
В 1960 году окончил отделение журналистики филфака Белгосуниверситета, где он учился с такими будущими литераторами, как Геннадий Буравкин, Василий Зуенок, Михаил Стрельцов. После окончния обучения работал в газете «Знамя юности».
В 1973 году первым в Белорусской ССР защитил кандидатскую диссертацию на тему «Человек в художественном мире Ф. М. Достоевского» под руководством известного писателя и литературоведа профессора А. М. Адамовича. С 1999 года — доктор наук и профессор кафедры русской литературы БГУ.
Печатался в белорусских и российских журналах «Дружба народов», «Литературное обозрение», «Неман», «Русская литература» и многих других.
С 1986 года — член Союза писателей.
Скончался 24 августа 2011 года.

## Книги
Автор двух книг о творчестве Ф. М. Достоевского «Постижение человека: творчество Достоевского 1840—1860-х годов» и «Лицо и лик», сборника литературно-критических статей «Площадь свободы», множества публикаций литературно-художественной критики. Судьбам близких людей, Минску и его жителям посвятил повесть «Западный мост», книги «Стефания», «Актриса», «Городские сны», «Сцены из минской жизни».
Сфера научных интересов А. А. Станюты очень широка: русская художественная проза XIX в., белорусская литература XX в., проблемы творчества Ф. М. Достоевского, Л. Н. Толстого, И. А. Бунина, белорусских прозаиков и поэтов.